# Liste von Rechtsquellen für das deutsche Familienrecht
Die Liste von Rechtsquellen für das deutsche Familienrecht umfasst maßgebliche Gesetze und internationale Abkommen für das deutsche Familienrecht. 

## Verfassungsrecht und Menschenrechte
- Grundgesetz für die Bundesrepublik Deutschland (GG)
- Landesverfassungen in Deutschland

## Zivilrecht
- Bürgerliches Gesetzbuch (BGB)
- Einführungsgesetz zum Bürgerlichen Gesetzbuche (EGBGB)
- Gesetz über den Versorgungsausgleich (Versorgungsausgleichsgesetz – VersAusglG)
- Gesetz über die Eingetragene Lebenspartnerschaft (Lebenspartnerschaftsgesetz – LPartG)
- Gesetz über die Änderung der Vornamen und die Feststellung der Geschlechtszugehörigkeit in besonderen Fällen (Transsexuellengesetz – TSG)
- Gesetz über den ehelichen Güterstand von Vertriebenen und Flüchtlingen (Vertriebenen-Güterstandsgesetz – VFGüterstandsG)
- Gesetz über die religiöse Kindererziehung (KErzG)
- Gesetz zum zivilrechtlichen Schutz vor Gewalttaten und Nachstellungen (Gewaltschutzgesetz – GewSchG)
- Gesetz über die Vermittlung der Annahme als Kind und über das Verbot der Vermittlung von Ersatzmüttern (Adoptionsvermittlungsgesetz – AdVermiG)
- Gesetz über die Vergütung von Vormündern und Betreuern (Vormünder- und Betreuervergütungsgesetz – VBVG)

## Sozialrecht
- Achtes Buch Sozialgesetzbuch (SGB VIII), mit Vorschriften zur Kinder- und Jugendhilfe
- Bundeskindergeldgesetz (BKGG)
- Gesetz zum Elterngeld und zur Elternzeit (Bundeselterngeld und Elternzeitgesetz – BEEG)
- Gesetz zur Sicherung des Unterhalts von Kindern alleinstehender Mütter und Väter durch Unterhaltsvorschüsse oder -ausfalleistungen (Unterhaltsvorschussgesetz)
- Zwölftes Buch Sozialgesetzbuch (SGB XII), mit Vorschriften zur Sozialhilfe
- Bundesgesetz über individuelle Förderung der Ausbildung (Bundesausbildungsförderungsgesetz – BAföG)

## Internationales Familienrecht
Für das deutsche Familienrecht sind mehrere Übereinkünfte von Bedeutung, die auf der Haager Konferenz für Internationales Privatrecht, vom Europarat oder von der UN-Generalversammlung sowie vom Bundestag und Bundesrat für deren Umsetzung beschlossen wurden:
- die Europäische Menschenrechtskonvention (EMRK) vom 4. November 1950, insbesondere Artikel 8 Recht auf Achtung des Privat- und Familienlebens
- das Wiener Übereinkommen über konsularische Beziehungen vom 24. April 1963 bei Vormundschaftsfragen (Art. 5 Ziffer h, Art. 37 Ziffer c),
- Europäische Übereinkommen über die Adoption von Kindern des Europarates vom 24. April 1967, von Deutschland nicht ratifiziert,
- das Haager Übereinkommen über die Anerkennung und Vollstreckung von Unterhaltsentscheidungen (Haager Unterhaltsvollstreckungsübereinkommen) vom 2. Oktober 1973,
- das Europäische Übereinkommen vom 20. Mai 1980 über die Anerkennung und Vollstreckung von Entscheidungen über das Sorgerecht für Kinder und die Wiederherstellung des Sorgeverhältnisses, kurz: „Europäisches Sorgerechtsübereinkommen (ESÜ)“,
- das Haager Übereinkommen über die zivilrechtlichen Aspekte internationaler Kindesentführung, vom 25. Oktober 1980, kurz: „Haager Kindesentführungsübereinkommen (HKÜ)“,
- das Gesetz zur Geltendmachung von Unterhaltsansprüchen im Verkehr mit ausländischen Staaten (Auslandsunterhaltsgesetz – AUG) vom 19. Dezember 1986,
- das Übereinkommen über die Rechte des Kindes (UN-Kinderrechtskonvention – KRK) vom 20. November 1989,
- das Haager Übereinkommen über den Schutz von Kindern und die Zusammenarbeit auf dem Gebiet der internationalen Adoption vom 29. Mai 1993,
- das Gesetz zur Ausführung des Haager Übereinkommens vom 29. Mai 1993 über den Schutz von Kindern und die Zusammenarbeit auf dem Gebiet der internationalen Adoption (Adoptionsübereinkommens-Ausführungsgesetz – AdUbAG),
- das Haager Übereinkommen vom 19. Oktober 1996 über die Zuständigkeit, das anzuwendende Recht, die Anerkennung, Vollstreckung und Zusammenarbeit auf dem Gebiet der elterlichen Verantwortung und der Maßnahmen zum Schutz von Kindern, kurz: „Haager Kinderschutzübereinkommen“ (KSÜ),
- das Gesetz über Wirkungen der Annahme als Kind nach ausländischem Recht (Adoptionswirkungsgesetz – AdWirkG) vom 5. November 2001,
- die Verordnung (EG) Nr. 2201/2003 des Rates vom 27. November 2003 über die Zuständigkeit und die Anerkennung und Vollstreckung von Entscheidungen in Ehesachen und in den Verfahren betreffend die elterliche Verantwortung und zur Aufhebung der Verordnung (EG) Nr. 1347/2000 (ABl. EU Nr. L 338 S. 1), kurz: „Brüssel II a-Verordnung“,
- das Gesetz zur Aus- und Durchführung bestimmter Rechtsinstrumente auf dem Gebiet des internationalen Familienrechts (Internationales Familienrechtsverfahrensgesetz – IntFamRVG) vom 26. Januar 2005,
- das Haager Protokoll über das auf Unterhaltspflichten anzuwendende Recht vom 23. November 2007,
- die Verordnung (EG) Nr. 41/2009 des Rates über die Zuständigkeit, das anwendbare Recht, die Anerkennung und Vollstreckung von Entscheidungen und die Zusammenarbeit in Unterhaltssachen vom 18. Dezember 2008,
- das Abkommen zwischen der Bundesrepublik Deutschland und der Französischen Republik über den Güterstand der Wahl-Zugewinngemeinschaft vom  4. Februar 2010,
- die Verordnung (EU) Nr. 1259/2010 des Rates zur Durchführung einer Verstärkten Zusammenarbeit im Bereich des auf die Ehescheidung und Trennung ohne Auflösung des Ehebandes anzuwendenden Rechts vom 20. Dezember 2010 (Rom III – VO),
- das Übereinkommen des Europarats zur Verhütung und Bekämpfung von Gewalt gegen Frauen und häuslicher Gewalt vom 11. Mai 2011.

## Verfahrensrecht
- Gerichtsverfassungsgesetz (GVG)
- Zivilprozessordnung (ZPO)
- Gesetz über das Verfahren in Familiensachen und in den Angelegenheiten der freiwilligen Gerichtsbarkeit (FamFG)
- Personenstandsgesetz (PStG)
- Gesetz über Gerichtskosten in Familiensachen (FamGKG)

## Übergangsvorschriften
- Gesetz betreffend die Einführung der Zivilprozessordnung vom 30. Januar 1877
- Gesetz über die rechtliche Stellung der nichtehelichen Kinder vom 19. August 1969
- Gesetz zur Reform des Kindsschaftsrechts vom 16. Dezember 1997
- Beistandschaftsgesetz vom 4. Dezember 1997
- Gesetz zur Erleichterung familiengerichtlicher Maßnahmen bei Gefährdung des Kindeswohls vom 4. Juli 2008
- Gesetz zur Reform des Verfahrens in Familiensachen und in den Angelegenheiten der freiwilligen Gerichtsbarkeit (FGG-Reformgesetz – FGG-RG) vom 17. Dezember 2008
- Gesetz zur Reform der elterlichen Sorge nicht miteinander verheirateter Eltern (NEheSorgeRG) vom 16. April 2013
- Gesetz zur Bekämpfung sexualisierter Gewalt gegen Kinder vom 16. Juni 2021 mit Auswirkungen auf die Tätigkeit des Verfahrensbeistands

## Tabellen
- Düsseldorfer Tabelle
- Bremer Tabelle zur Berechnung des Altersvorsorgeunterhalts